# Gnathodontidae
Famille
Genres de rang inférieur
- † Icriodus Branson & Mehl, 1938

Les Gnathodontidae  forment une famille éteinte de conodontes ozarkodinides.
Les espèces du seul genre de la famille, Icriodus, ont été trouvées dans des terrains datant du Silurien au Carbonifère.

## Homonymie
Selon The Paleobiology database (site consulté le 16 janvier 2021), le nom Gnathodontidae peut aussi faire référence à:
- †Gnathodontidae Broom, un synonyme de †Mesosuchidae Haughton, 1924 (reptiles rhynchosaures)
- Gnathodontidae Neumayr, 1884, un synonyme de Mactridae Lamarck, 1809 (mollusques bivalves)

## Phylogénie
```
o 
Conodonta
 (éteint)
└─o 
Ozarkodinida
 (éteint)
  ├─o 
Spathognathodontidae
 (éteint)
  ├─o 
Pterospathodontidae
 (éteint)
  └─o
    ├─o 
Kockelellidae
 (éteint)
    └─o 
Polygnathacea
 (éteint)
      ├─o
      │ ├─o 
Polygnathidae
 (éteint)
      │ └─o
      │   ├─o 
Palmatolepidae
 (éteint)
      │   └─o 
Anchignathodontidae
 (éteint)
      └─o
        ├─o 
Elictognathidae
 (éteint)
        └─o
          ├─o
          │ ├─o 
Gnathodontidae
 (éteint)
          │ └─o 
Idiognathodontidae
 (éteint)
          └─o
            ├─o 
Mestognathidae
 (éteint)
            └─o
              ├─o 
Cavusgnathidae
 (éteint)
              └─o 
Sweetognathidae
 (éteint)
```

Les Gnathodontidae font partie du groupe des Polygnathacea  au sein des conodontes ozarkodinides où ils sont le taxon frère des Idiognathodontidae.